# ایرل میدوز
ایرل میدوز (انگلیسی: Earle Meadows؛ ۲۹ ژوئن ۱۹۱۳ – ۱۱ نوامبر ۱۹۹۲) ورزشکار پرش با نیزه اهل ایالات متحده آمریکا بود.
وی در مسابقات کشوری و بین‌المللی در مجموع برندهٔ ۱ مدال طلا شده‌است.